# 逸見繁経
逸見 繁経（へんみ しげつね）は、室町時代後期の武将。若狭国守護・若狭武田氏の家臣。若狭武田氏被官である逸見氏の一族。逸見真正の子とも弟ともいわれる。弾正忠と称す。

## 略歴
武田信賢に仕える。信賢の奉行人として、安芸国・若狭両国において活躍した。
応仁の乱が起こると、京都における武田軍の大将として奮戦するが、文明2年（1470年）7月19日の勧修寺（山科）の合戦で戦死した。『大乗院旧記』に「去十九日於山階逸見弟打死云々」とあるため、従来は逸見真正の弟と考えられてきたが、最近では逸見氏嫡流は、初め弾正忠、後に駿河守を称したことがわかってきており、駿河守を称した真正の子であるという説も有力となっている。